# 警示和安全性质标准词
警示和安全性质标准词（Risk and Safety Statements）是一系列用于标识化学品安全性的标准词。
2015年，因為引入聯合國全球化學品統一分類和標籤制度（GHS），警示和安全性質標準詞被危險說明和防範說明取代，以統一化學品分類、標籤和包裝。
请参见相应条目：
- 警示性质标准词（R statements/R phrases）
- 安全性质标准词（S statements/S phrases）